# Stadion Miejski w Akce
Stadion Miejski w Akce (hebr. האצטדיון העירוני של עכו, HaItztadion HaIroni Shel Akko; pol. Stadion Miejski Akki) – stadion sportowy w mieście Akka, w Izraelu. Stadion może pomieścić 5000 widzów. Swoje spotkania rozgrywa na nim drużyna Hapoelu Akka.

## Położenie
Stadion znajduje się w południowej części miasta Akka. Jest on położony przy ulicy Mishmar HaYam.

## Historia
Przez wiele lat głównym stadionem piłkarskim Akki był Stadion im. Napoleona. W 2000 roku podczas prac inwestycyjnych kolei, rozebrano zachodnie trybuny tego stadionu. Po rozbiórce stadion został zdyskwalifikowany z rozgrywek ligowych i mógł pełnić funkcję jedynie szkoleniowe. Rakewet Jisra’el i Ministerstwo Transportu jako rekompensatę przyznały środki finansowe, które umożliwiły rozpoczęcie w 2009 roku budowy nowego stadionu. Uroczystość otwarcia Stadionu Miejskiego w Akce odbyła się 4 września 2011 roku.

## Informacje ogólne
Stadion posiada 5 tys. miejsc siedzących na dwóch zadaszonych trybunach. Budynki zaplecza obejmują cztery szatnie oraz pomieszczenia obsługi. Ze stadionu korzysta drużyna piłkarska Hapoel Akka, która prowadzi rozgrywki w I lidze izraelskiej piłki nożnej.